# De la Tierra a la Luna
De la Tierra a la Luna (en francés: De la Terre à la Lune Trajet direct en 97 heures;) es una novela «científica» y «satírica» del escritor Julio Verne, publicada en el Journal des Débats Politiques et Littéraires desde el 14 de septiembre hasta el 14 de octubre de 1865, y como un solo volumen el 25 de octubre de 1865.
El 16 de septiembre de 1872 se presentaría una edición doble con Alrededor de la Luna (Autour de la Lune), su continuación, que había aparecido en 1870 de manera seriada.
La obra, que comienza como una sátira del estereotipo estadounidense de la época, es un intento de describir por primera vez con minuciosidad científica los problemas que hay que resolver para lograr enviar un objeto a la Luna.
Un intrépido proyecto aviva los corazones de los miembros del Gun-Club. Se trata de enviar a la Luna un proyectil que, auxiliado por el monstruoso cañón Columbiad, hará la función de una auténtica nave espacial para hacer realidad en el siglo XIX un viejo sueño: atravesar el espacio y descubrir un mundo lunar hasta entonces en penumbras. Cien años antes de que en realidad el hombre lograra llegar a la Luna (en 1969).
Esta novela se publicó en el Journal des Débats Politiques et Littérairs, y no en la Magasin d'Éducation et de Récréation (‘magacín de ilustración y recreo’) como las demás novelas de los Viajes extraordinarios, debido a que, en el tiempo en que se publicó, en esta revista seguía publicándose Las aventuras del capitán Hatteras.

## Contexto
La novela de Verne no fue la primera obra literaria que relata un viaje a la Luna.
Entre las obras que anteriormente relataronn este mismo hecho se incluyen
- Historia verdadera (siglo II d. C.), de Luciano de Samósata;
- El descubrimiento de un mundo en la luna (1638), de John Wilkins;
- El hombre en la Luna (1638); de Francis Godwin;
- la Historia cómica de los estados e imperios de la Luna (1657), de Cyrano de Bergerac; y
- el Viaje de Milord Céton por los siete planetas (1756), de Marie-Anne Robert.

## Resumen

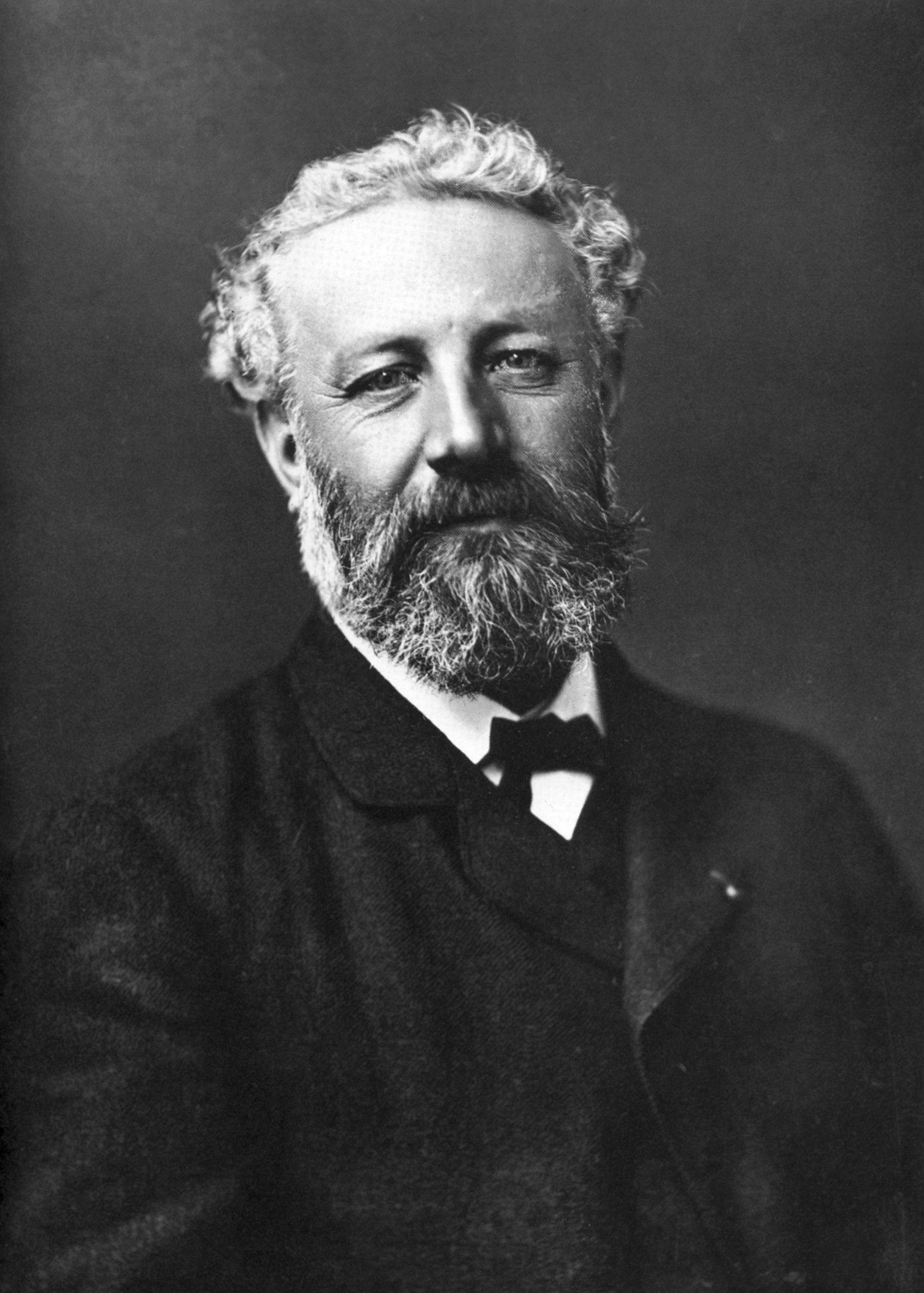
Julio Verne.

El cañón tipo columbiad fue inventado en 1811. En 1859, el artillerista e inventor estadounidense Thomas Jackson Rodman (1816-1871) lo mejoró y creó el cañón Rodman, en el que se basa el cañón Columbiad de la novela de Verne.

Tras terminar la guerra civil estadounidense (1861-1865), el presidente del Gun-Club, Impey Barbicane, propone la fabricación de un cañón gigante para enviar un proyectil a la Luna. Junto con el secretario, J. T. Maston, y tras ser informados de los detalles astronómicos por el observatorio de Cambridge (95 km al norte de Londres), deben resolver una serie de cuestiones: características del cañón, forma y tamaño del proyectil, clase y cantidad de pólvora, ubicación del sitio de lanzamiento, financiación de la empresa.
Tras un dramático duelo entre Barbicane y Nicholl, el francés Michel Ardán los convence de que olviden sus rencores y viajen con él a la Luna. El proyectil es modificado para permitir que los pasajeros puedan soportar el viaje.
Antes de ser lanzado el proyectil, J. T. Maston se queda en él unos días. Cuando termina su misión, ha engordado. Finalmente, el proyectil es lanzado.
J. T. Maston, en el observatorio construido en las Montañas Rocosas descubre que el proyectil no ha llegado a su objetivo, pero ha quedado lo suficientemente cerca como para quedar atrapado en una órbita alrededor de la Luna.

## Capítulos
- I El Gun-Club
- II Comunicación del presidente Barbicane
- III Efectos de la comunicación de Barbicane
- IV Respuesta del observatorio de Cambridge
- V La novela de la Luna
- VI Lo que no es posible dudar y lo que no está permitido creer en los Estados Unidos
- VII El himno del proyectil
- VIII Historia del cañón
- IX La cuestión de las pólvoras
- X Un enemigo para veinticinco millones de amigos
- XI Florida y Texas
- XII Urbi et orbi
- XIII Stone’s Hill
- XIV Pala y zapapico
- XV La fiesta de la fundición
- XVI El Columbiad
- XVII Un parte telegráfico
- XVIII El pasajero del Atlanta
- XIX Un mitin
- XX Ataque y respuesta
- XXI Cómo arregla un francés un desafío
- XXII El nuevo ciudadano de los Estados Unidos
- XXIII El vagón proyectil
- XXIV El telescopio de las Montañas Rocosas
- XXV Últimos pormenores
- XXVI ¡Fuego!
- XXVII Tiempo nublado
- XXVIII Un astro nuevo

## Temas vernianos tratados

### Exploraciones espaciales
Tanto esta novela como Alrededor de la Luna sorprenden por el número de anticipaciones que presenta Julio Verne como el lugar del lanzamiento del proyectil, muy cercano al Cabo Cañaveral, lugar de lanzamiento de la NASA hoy en día.

### Hermandad entre países
Destaca la fe que en esos días mantenía en torno a la armonía entre países, ya que la suscripción internacional para patrocinar el lanzamiento, se muestra una lista enorme de todos los países sin importar su rivalidad con la ya entonces potencia de los Estados Unidos, o si eran países en vías de desarrollo como los latinoamericanos.

### Francia
A partir de esta novela empieza a ser evidente el interés de Verne por colocar un francés en todas sus obras. En las anteriores no había sido así, pero a partir de ésta aparece un francés en la mayoría de ellas: La vuelta al mundo en 80 días, Héctor Servadac, La invasión del mar, Claudio Bombarnac, Cesar Cascabel, Miguel Strogoff, El pueblo aéreo, etc.

## Secuelas
Esta novela inaugura la primera trilogía de Verne: la historia continúa en Alrededor de la Luna y, posteriormente, retoma Verne a sus personajes para otra aventura muy distinta, como es cultivar el polo norte tras cambiar la inclinación el eje de la Tierra con un cañonazo en la novela El secreto de Maston.

## Galería
Ilustraciones originales del dibujante Henri de Montaut (1830-1890 a 1900) y del grabador François Pannemaker (1822-1900), de la edición del 31 de julio de 1868:

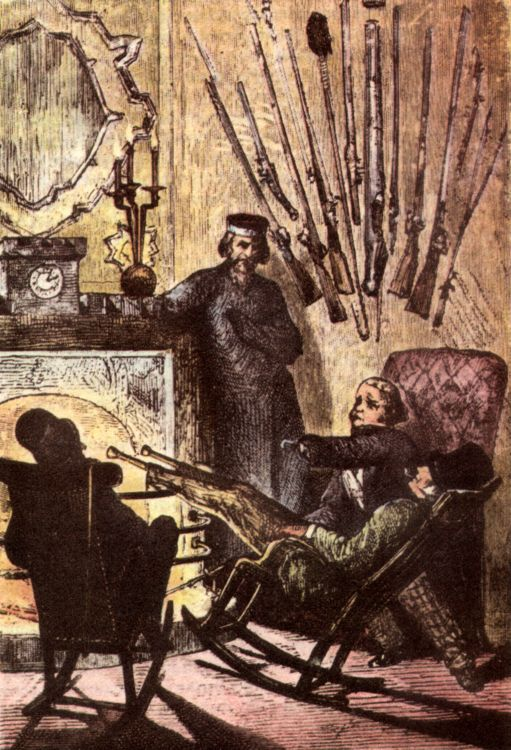
Los miembrosdel Gun Club.
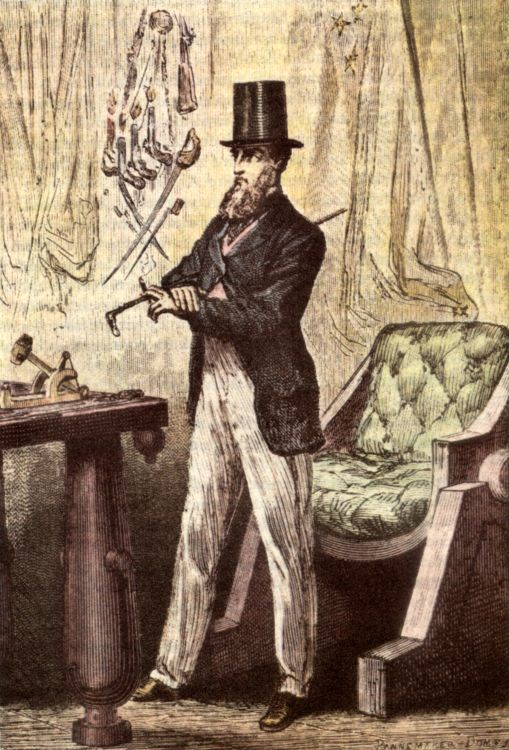
Impey Barbicane
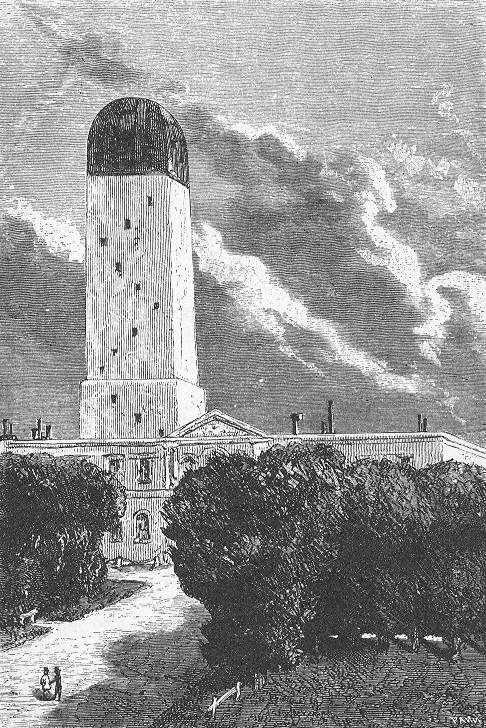
El observatoriode Cambridge.
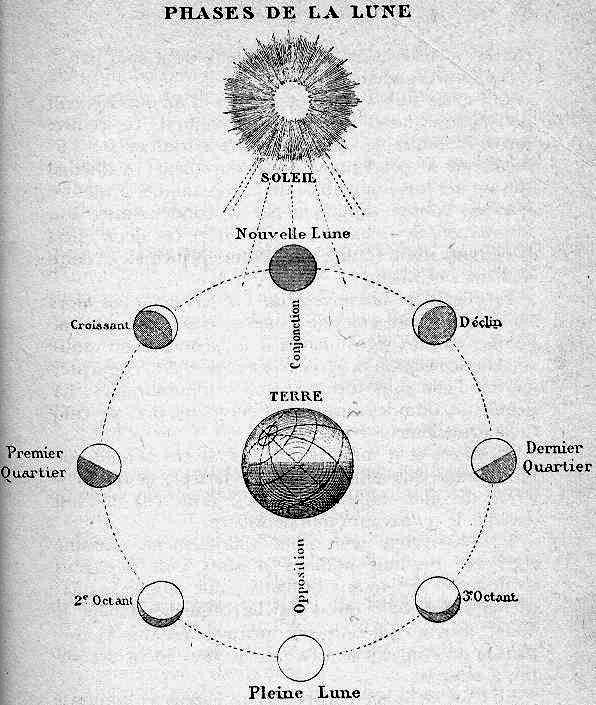
El movimiento detraslación de la Luna.
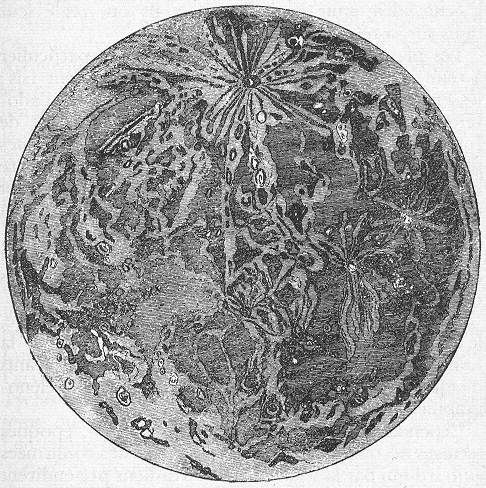
Vista de la Luna.
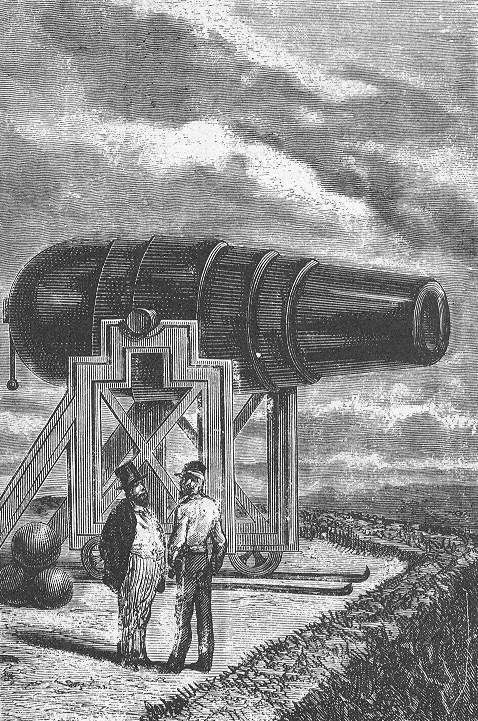
El cañónColumbiadde Rodman.
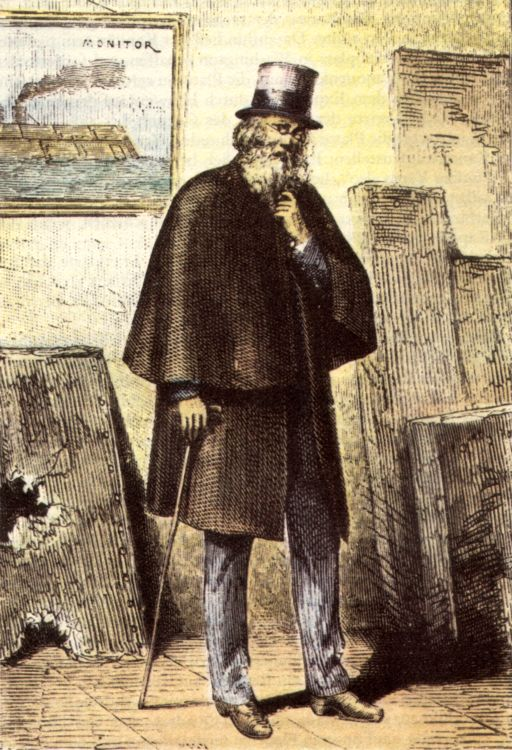
El capitán Nicholl.
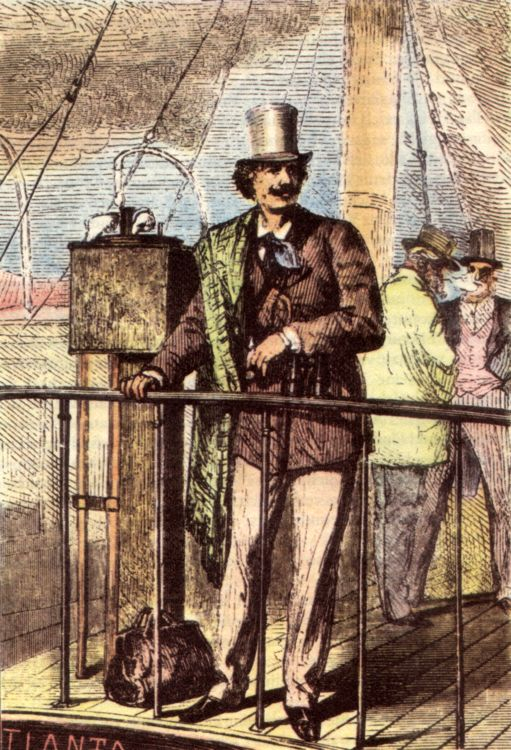
Michel Ardan.
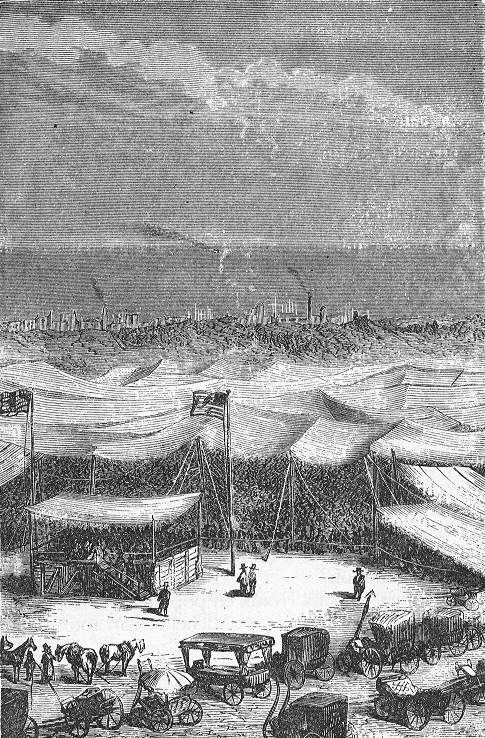
El mitin.
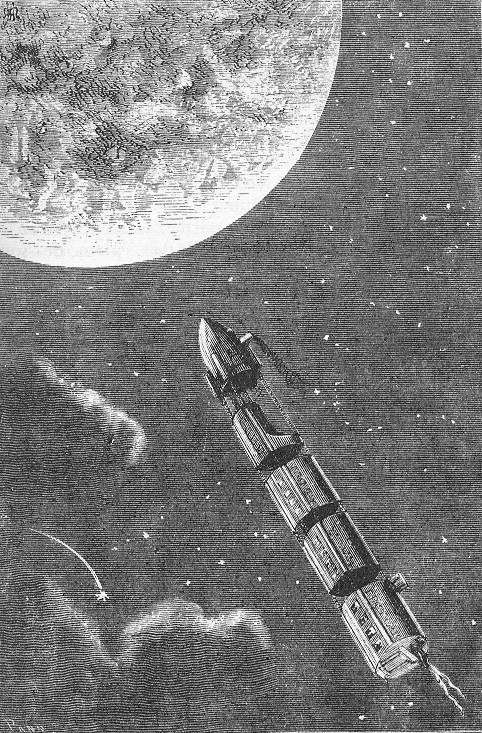
El tren de proyectilescon destino a la Luna.
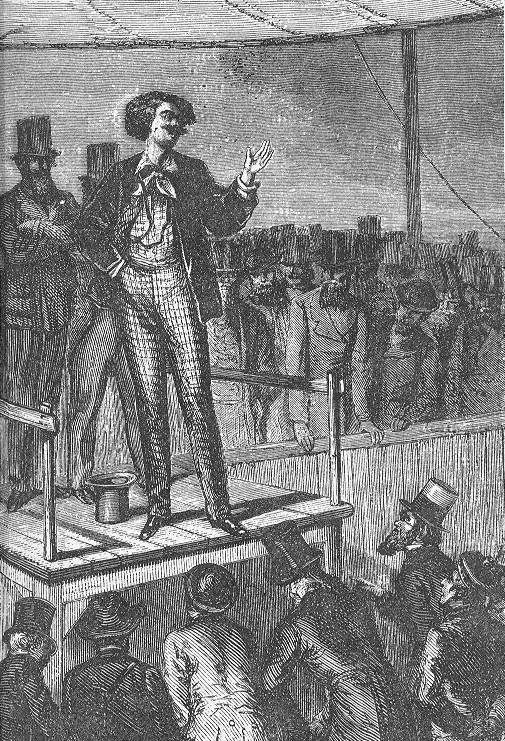
Ataque y respuesta.
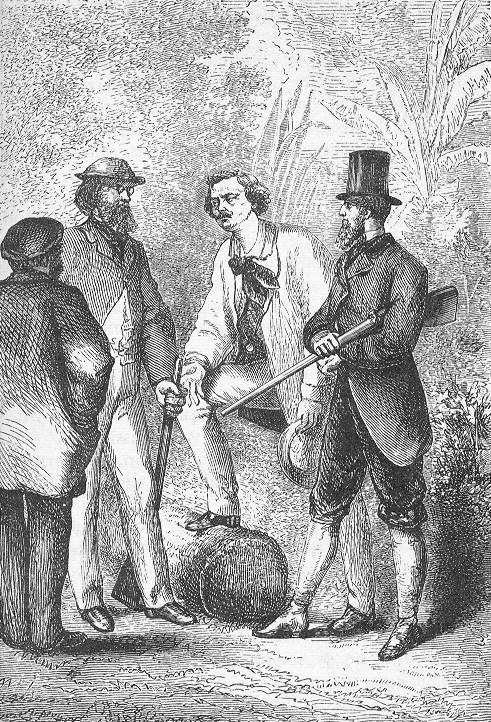
« Vengan conmigoy vean … »
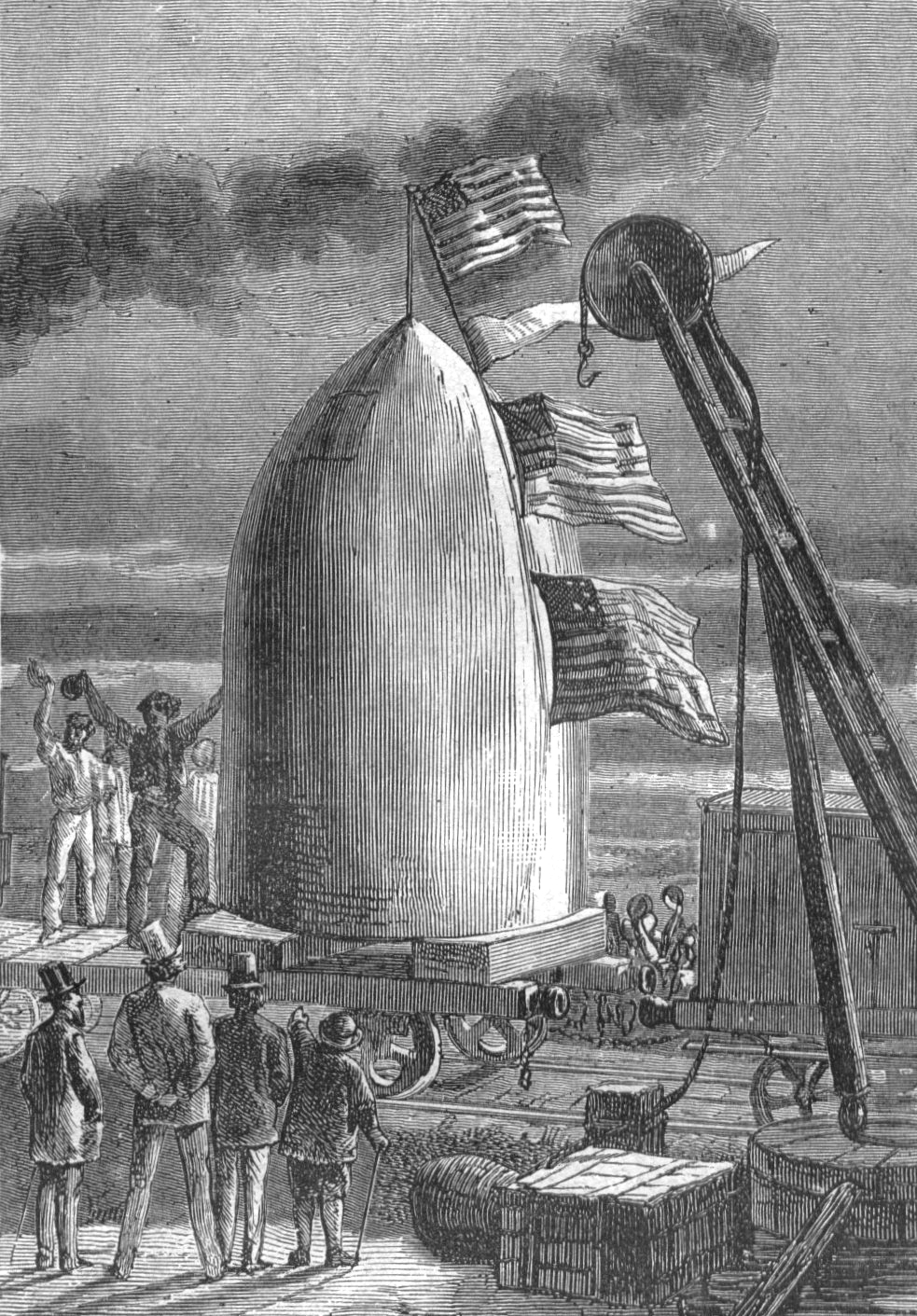
La llegada del proyectil a Stone's Hill.
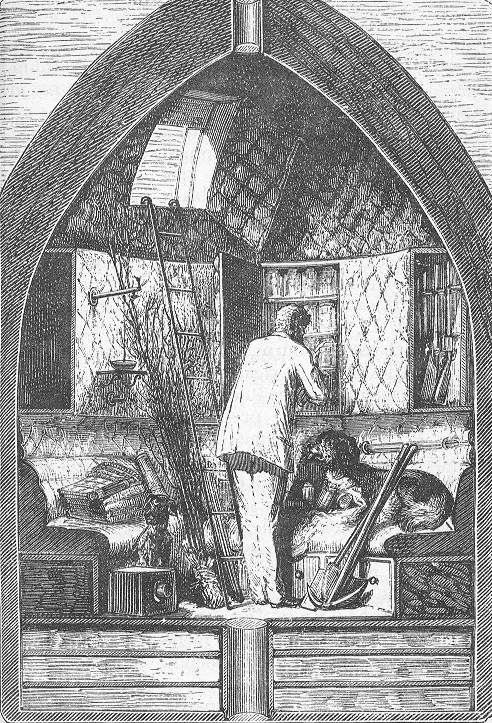
El interiordel proyectil.
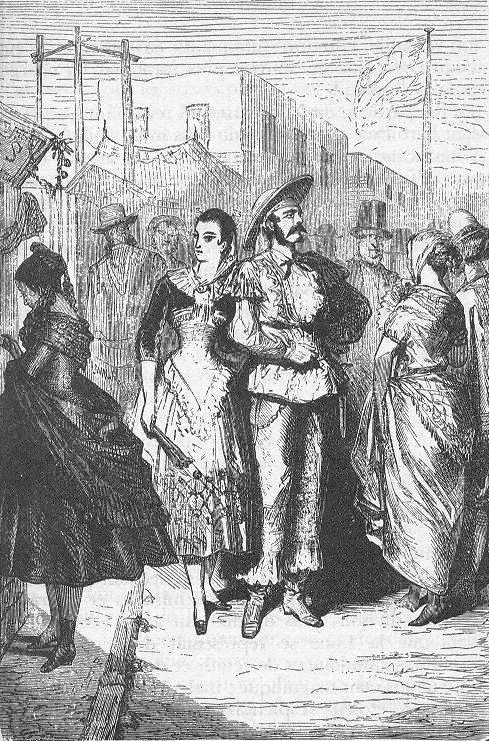
Ya desde la mañana,una muchedumbre innúmera...
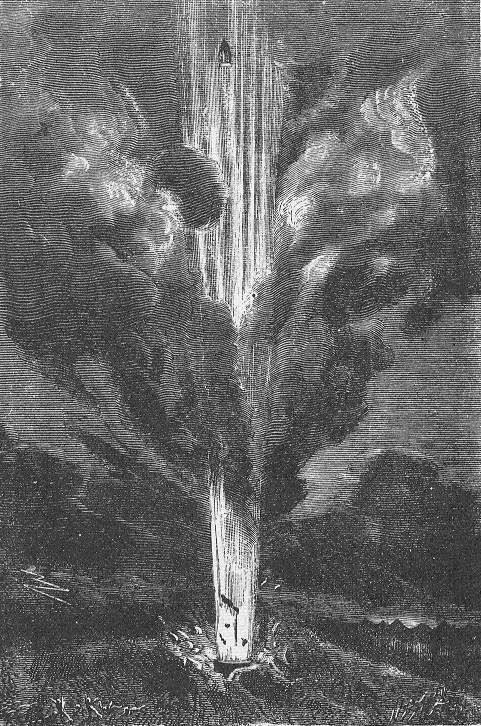
¡¡Fuego!!
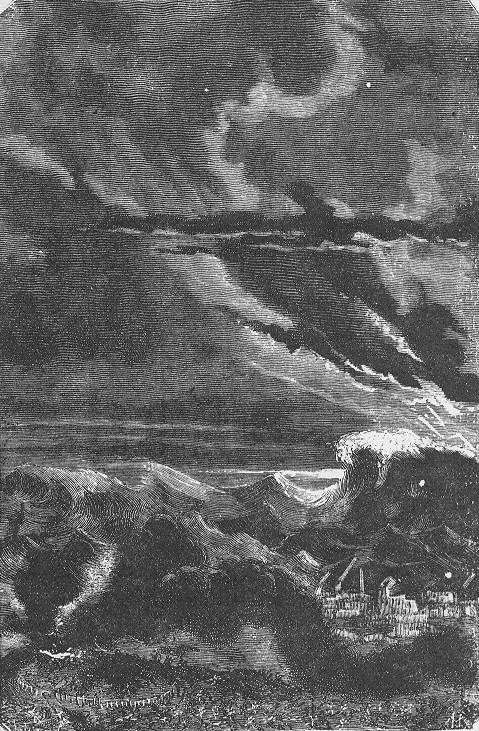
Efecto de la detonación

## Adaptaciones

### Ópera
- 1875: El viaje a la Luna (Le voyage dans la Lune). ópera de hadas en cuatro actos.
  - Libreto: Albert Vanloo, Eugène Leterrier, Arnold Mortier.
  - Música: Jacques Offenbach.

### Cine
- 1902: Viaje a la Luna (Le voyage dans la Lune). Cortometraje de 14 min. Mezcla de imagen real y de animación. Francia.
  - Guion y dir.: George Méliès.
  - Int.: Georges Méliès, Victor André, Bleuette Bernon, Brunnet, Jeanne d'Alcy, Henri Delannoy, Depierre, Farjaut, Kelm.
  - Película basada en las novelas De la Tierra a la Luna, de Jules Verne, y Los primeros hombres en la Luna (The first men in the Moon), de Herbert George Wells.
- 1908: Excursión en la Luna (Excursion dans la Lune). Cortometraje de 7'. Película coloreada a mano. Francia.
  - Guion y dir.: Segundo de Chomón.
  - Es un plagio de la de Méliès.
- 1958: De la Tierra a la Luna (From the Earth to the Moon). Estados Unidos.
  - Guion: Robert Blees, James Leicester.
  - Dir.: Byron Haskin.
  - Int.: Joseph Cotten, George Sanders, Debra Paget, Don Dubbins.
  - Basada en las dos novelas de Verne De la Tierra a la Luna y Alrededor de la Luna.
- 1967: Rocket to the Moon. Reino Unido.
  - Guion: Dave Freeman.
  - Dir.: Don Sharp.
  - Int.: Burl Ives, Troy Donahue, Gert Fröbe, Terry-Thomas, Hermione Gingold, Daliah Lavi, Lionel Jeffries, Dennis Price, Stratford Johns, Graham Stark, Jimmy Clitheroe.
- 2018. Fecha aproximada de estreno.]] Como la secuela de la película Viaje 2: La isla misteriosa: Journey 3: de La Tierra A La Luna. Estados Unidos
  - Guion: Brian Gunn & Mark Gunn.
  - Dir.: Brad Peyton.
  - Int.: Brendan Fraser, Dwayne Johnson, Josh Hutcherson, entre otros.

### Televisión
- 1979: From the Earth to the Moon. Telefilme de animación de unos 46'. MGM. Australia.
  - Guion: John Palmer.
  - Dir.: Richard Slapczynski.